# Pisaflores (kommun)
Pisaflores är en kommun i Mexiko.   Den ligger i delstaten Hidalgo, i den sydöstra delen av landet, 200 km norr om huvudstaden Mexico City. Antalet invånare är 17 214.
Följande samhällen finns i Pisaflores:
- Gargantilla
- San Pedro Xochicuaco
- La Peña
- Tlacuilola
- Tripuente
- Zapotal de Moras
- La Crucita
- Cerro Grande
- Plan de Ayala
- El Petatillo
- El Nogal
- Miraflores
- Cerro del Carmen
- Piedra Ancha
- Cerro de Guadalupe
- El Coyol
- El Limoncito
- El Chinillal
- El Álamo